# Amanda Cajander
Mathilda Fredrika Amanda Cajander, född Nygrén 10 januari 1827, död 23 februari 1871, var en finländsk diakonissa. Hon blev 1867 föreståndare för Finlands första diakonissanstalt, Helsingfors Diakonissanstalt. Hon betraktas som en pionjär inom sjukvården i Finland.
Hon är begravd på Sandudds begravningsplats i Helsingfors.